# Moffelen

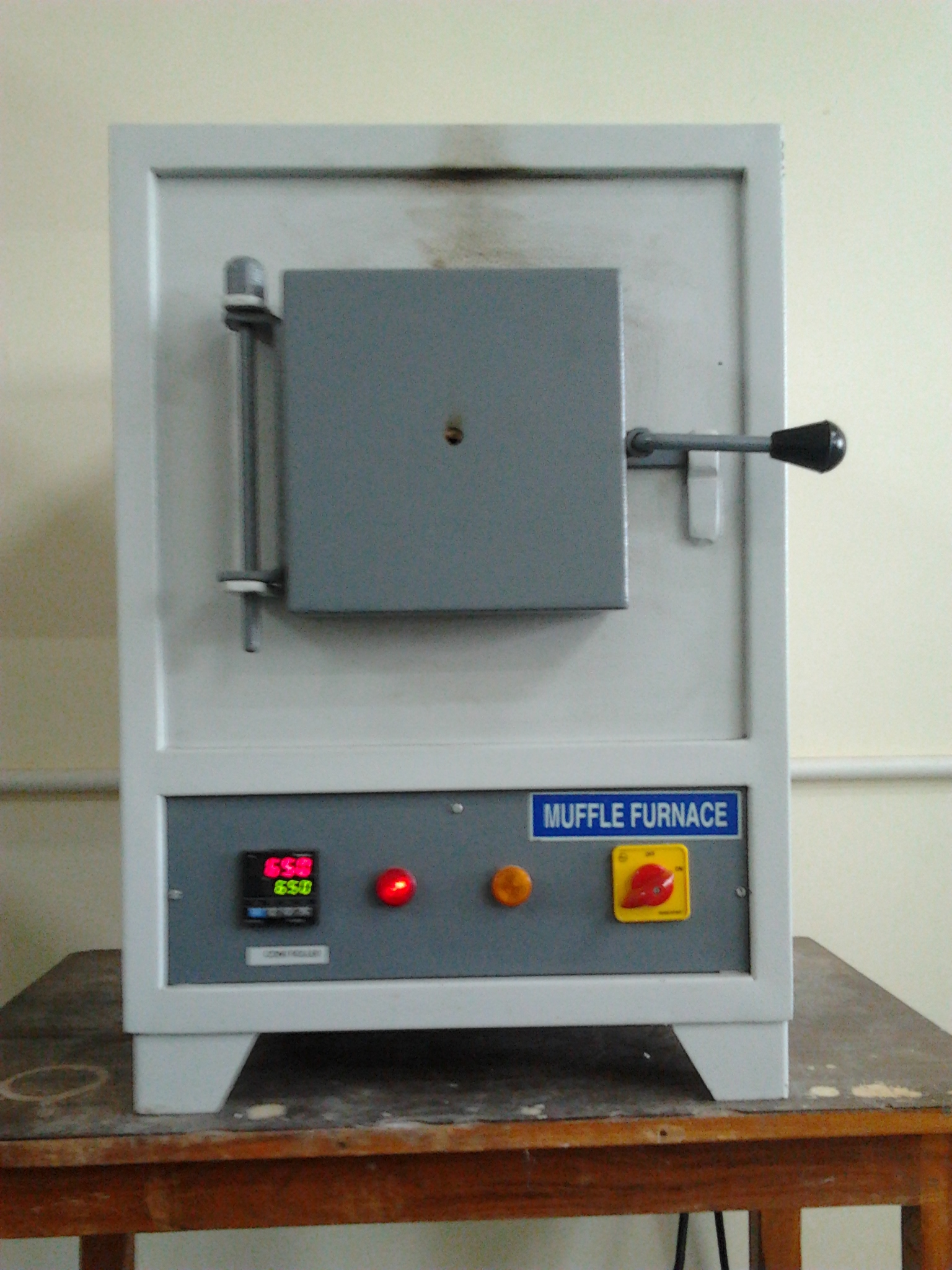
Een moffeloven

Moffelen is het onder temperatuur uitharden of verharden van materialen zoals natlakken en poederlakken.
Het moffelproces vindt plaats in moffelovens op ongeveer 180 graden Celsius. Deze ovens variëren van kleine compacte formaten tot grote van meer dan acht meter. Grote ovens worden vaak met gas verwarmd.